# Westfälisches Dragoner Regiment Nr. 7
Das Westfälische Dragoner Regiment Nr. 7 war ein deutscher Truppenverband.

## Geschichte
Es wurde 1860 begründet. Damals führte es noch den Namen 4. komb. Dragoner-Regiment.
Von 1862 bis 1917 führte es den Namen Westfälisches Dragoner-Regiment Nr. 7 und wurde 1917 umbenannt in Dragoner-Regiment General-Feldmarschall Prinz Leopold von Bayern (Westfälisches) Nr. 7.
Seit 1860 hatte es die Standorte Stendal und Tangermünde.
Von 1878 bis 1914 war es in Saarbrücken stationiert.
Chefs des Regiments waren ab 1869 Fürst Albert v.  v. Schwarzburg-Rudolstadt sowie ab 1884 GFM Leopold Prinz von Bayern.

## Feldzüge
Das Regiment war an allen Reichseinigungskriegen beteiligt.